# Șorici
Șoriciul este pielea comestibilă a porcului. Poate fi utilizat în mai multe moduri: prăjit în grăsime (ulei sau untură), sau fript la foc sau pe jar, după ce este curățat de păr și pârlit. De asemenea, șoriciul este o componentă de bază la prepararea tobei tradiționale.
Șoriciul conține cantități importante de sodiu și grăsimi și este foarte sărac în carbohidrați.

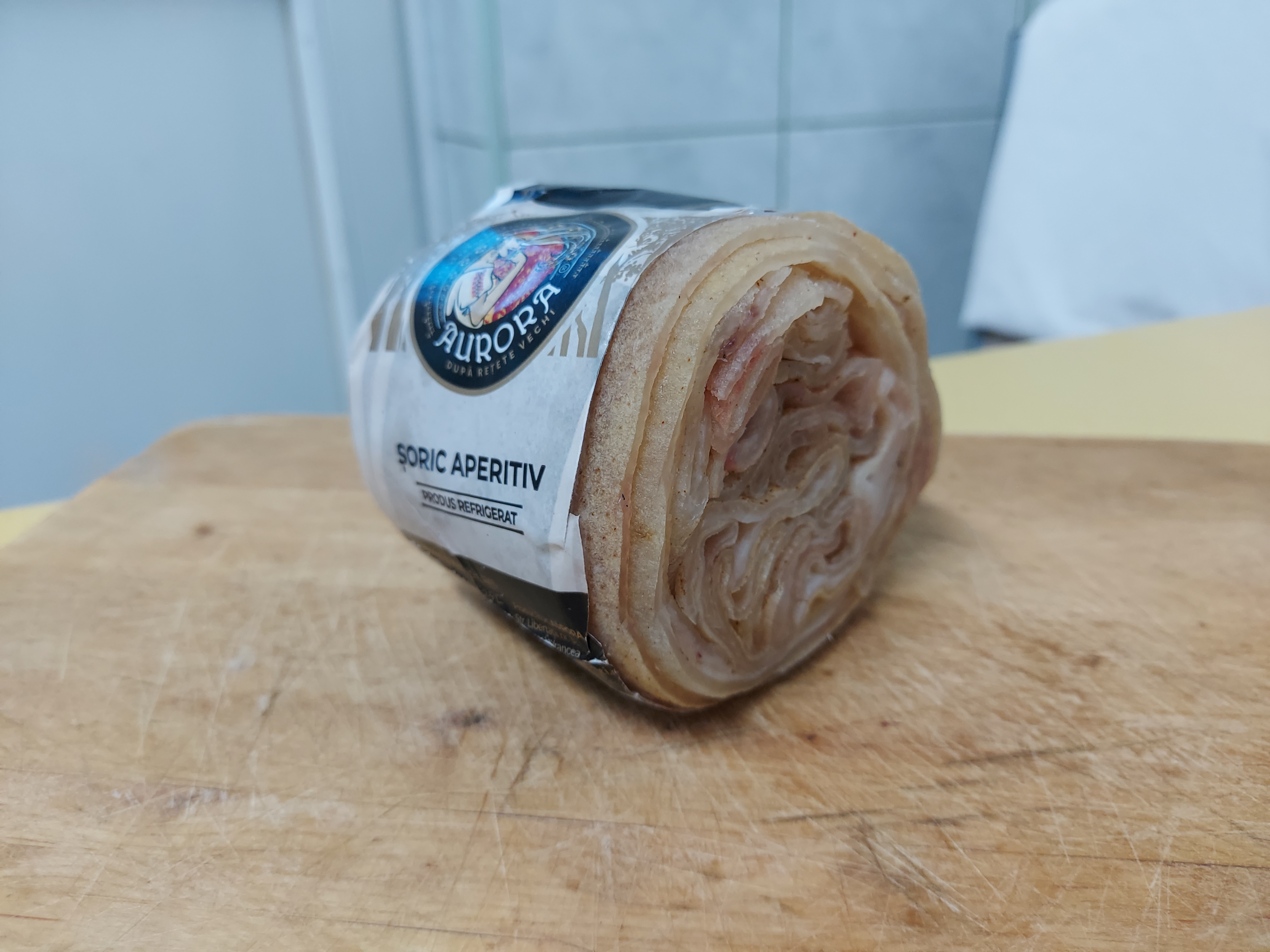
Șorici ambalat

Din punct de vedere gramatical, în limba română cuvântul șorici este un substantiv neutru, defectiv de plural.

## Legături externe
- „Șorici” la DEX online
- „Șorici sau șoric?”, Sa vorbim corect românește - poveștile limbii române, 5 ianuarie 2018, accesat în 14 aprilie 2020